# Lakšmí Báí
Lakšmí Báí (hindsky लक्ष्मीबाई, kolem 1828 – 16. června 1858) byla vládkyně knížectví Džhánsí v Indii a jedna z vůdkyň velkého indického povstání. Původním jménem Manikarniká se roku 1842 provdala za mnohem staršího rádžu a bylo jí propůjčeno jméno Lakšmí Báí. Z manželství vzešel jediný syn, který však brzy zemřel. Po smrti manžela roku 1853 se Lakšmí Báí stala regentkou, jíž měla zůstat do doby, než dospěje následník trůnu. Angličané však považovali panovnický rod za vymřelý a knížectví roku 1854 anektovali. Lakšmí Báí směla dál zůstat v paláci a dostávala velkorysou penzi.
V červnu 1857 se džánsíští sipáhiové připojili k povstání, zmasakrovali místní Evropany a Britové přestali region ovládat. Lakšmí Báí proto vytvořila vlastní armádu, sama se postavila do jejího čela a úspěšně se bránila vojskům sousedních knížat, která pronikala na její území. Když v březnu 1858 britská armáda zamířila do Džánsí, aby pomstila smrt tamních Evropanů, rozhodla se kněžna své město v čele povstalců bránit. Britové Džánsí 3. dubna dobyli, ale Lakšmí Báí směla město s malou družinou opustit. Připojila se pak k povstaleckým oddílům, jež vedl Tantja Tópí, a dál bojovala proti Britům. Padla 16. června v bitvě u Gválijaru. Indové ji považují za národní hrdinku.